# 레토 치글러
레토 피어민 치글러(Reto Pirmin Ziegler, 1986년 1월 16일, 제네바 ~)는 스위스의 축구 선수로, 현재 스위스 슈퍼리그의 FC 루가노에서 뛰고 있다. 그는 6개의 다른 국가의 1부 리그에서 활약한 경험이 있으며, 스위스 국가대표팀 일원으로 35경기 출전하였으며, 2014년 FIFA 월드컵에도 참가하였다.

## 클럽 경력

### 초기 경력
치글러는 2004년 여름에 토트넘 홋스퍼와 그라스호퍼 계약이 만료되는 2005년 1월 1일부터 유효한 계약을 체결하였다. 그러나 두 구단은 당시 토트넘의 스포르팅 디렉터이자 이적을 주도하였던 프랑크 아르네센에 의해 즉시 이적으로 협상을 할 수 있었고, 레토는 이 해의 8월 말에 토트넘에 합류하였다.

### 토트넘 홋스퍼
불과 18세의 나이에, 그는 데뷔하였고, 10월에 팀을 떠난 자크 상티니와 그의 후임 마르틴 욜의 지도 하에 주요 선수가 되었다. 그는 주로 좌측 미드필더로 출전하였으나, 몇 경기를 좌측 풀백으로 활약하기도 하였으며, 그의 자리를 또다른 유용한 좌측 선수였던 티모테 아투바와 수시로 바꾸었다.
그는 모든 대회를 도합하여 31경기에 활약하였으며, 이 중 23경기를 프리미어리그에서 활약하였다. 그는 신뢰감 있는 활약을 보였으며 일취월장하였고, 팬들에 의해 그의 좌측에서의 공격 성향적인 활약과 좋은 패싱 능력으로 인기를 얻었다. 그에게 잊을 수 없는 경기로는 홈에서 패한 아스널과의 경기를 꼽을 수 있는데, 경기 막판에 그는 프레데리크 카누테에게 예리한 칩패스를 연결하여, 4-5 만회골이 나왔으며, 5-2로 이긴 에버턴과의 신정 경기에서는 첫 골을 득점하였다. 이 때까지 그는 프로 데뷔 이후 한골을 넣었다. 시즌 말, 그는 "JSM 올해의 신인 선수"로 선정되었고, 이는 주니어 팬 클럽에 의해 토트넘 신인 선수에게 주어지는 상이었다.
2005년 여름, 그는 독일 분데스리가의 함부르크로 임대되었고, 이 곳에서 11번의 UEFA컵 경기에 출전하였으나, 토마스 돌 감독에 의해 형편 없는 태도에 비판을 받았고, 많은 출전 기회를 받지 못하였으며, 경기당 몇 분 출전하는데 그쳤다. 그는 2006년 1월에 토트넘으로 임대에서 복귀하였으나, 이후 또다른 프리미어리그 클럽 위건 에슬레틱으로 임대되었고, 프리미어리그 5경기에 선발로, 5경기에 교체 투입되었으며, FA컵 1경기에서 선발 출전하였으나, 그리 우수한 활약을 펼치지 못하였다. 그는 2006년 풋볼 리그 컵 결승전에 교체로 출전하였다.
치글러는 2006-07 시즌에 토트넘으로 복귀하여, 밀턴케인스 던스와의 풋볼 리그 컵 경기를 포함하여 4경기 출전하였고, 슬라비아 프라하와의 UEFA컵 경기에도 출전하였으며, 맨체스터 유나이티드와의 리그 경기에서는 교체로 출전하였다. 2007년 1월 31일, 그는 시즌 종료까지 삼프도리아로 임대되었다.

### 삼프도리아
2007년 2월 18일, 치글러는 파르마와의 경기에서 첫 세리에 A 경기에 출전하였고, 메시나와의 10번째 세리에 A 경기에서는 첫 세리에 A 득점을 성공시켰다. 5월, 토트넘이 젊은 레프트백 가레스 베일을 데려옴에 따라, 치글러는 2007년 7월 3일에 영구 이적을 희망하였다. 그는 첫 시즌동안, 선발 라인업에 들기도 제외되기도 하였으며, 대부분 교체로 투입되었다.
치글러는 2009-10 시즌 전반기에 들어 마침내 주전으로 더 자주 확보하게 되었다. 교체로 몇 차례 출전한 후, 그는 주전 레프트 백을 차지하였다. 겨울 이적 시장에서, 그는 유벤투스와 링크되었다. 불과 선발 라인업 자리를 확보한 지 얼마 지나지 않아, 그는 이적설을 부인하였고, 선발로의 활약을 계속하여 이번 월드컵의 국가대표팀에 발탁되겠다는 의사를 밝혔다.
2011년 6월 30일에 계약이 만료됨에 따라, 2011년 1월에는 밀란과 링크되었고, 삼프도리아는 현금 확보를 노리고 있었다. 그러나, 치글러는 이적하지 않았다. 대신, 삼프도리아는 공격수 잠파올로 파치니를 매각하고, 안토니오 카사노가 자유 계약으로 팀을 떠나게 놔두었다. 팀은 끔찍한 활약을 펼치면서 강등되었다.

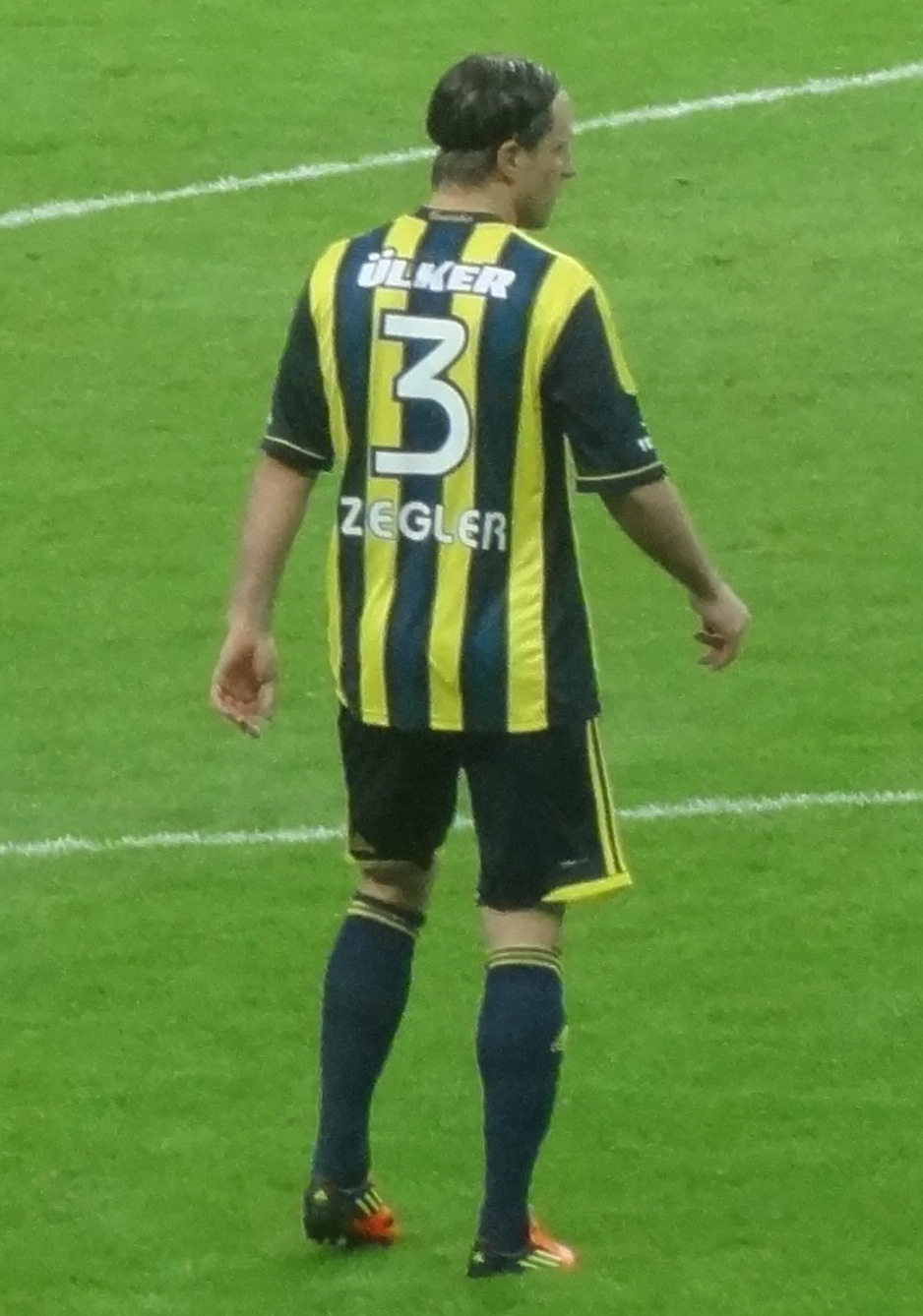
페네르바흐체의 치글러

### 유벤투스
2011년 5월 26일, 치글러는 유벤투스와 4년 계약으로, 자유 이적을 하였다. 5월 25일, 그는 메디컬 테스트를 통과하였다.

### 페네르바흐체
2011년 9월 2일, 페네르바흐체는 유벤투스와 2011-12 시즌동안 치글러를 임대하는 것에 대해 협상중이라고 발표하였다. 2011년 9월 3일, 모든 합의가 완료되었다고 발표하였다.
2012년 4월 22일, 레토는 2-1 승리로 끝난 갈라타사라이와의 더비 경기에서 첫 골을 득점하였다.

### 로코모티프 모스크바
페네르바흐체와의 임대 기간이 만료된 후, 그는 로코모티프 모스크바로 다시 임대되었다.

### 페네르바흐체 재임대
치글러는 2013년 1월 31일에 페네르바흐체로 복귀하였다.

### 사수올로 칼초
2013년 8월 20일, 사수올로 칼초는 유벤투스로부터 비공개 기간 및 이적료에 치글러를 임대로 영입하였다고 확인하였다.

## 국가대표팀 경력
치글러는 전 청소년 국가대표팀 일원으로, 2002년 UEFA U-17 축구 선수권 대회를 우승한 스위스 U-17 국가대표팀의 주역이었다. 그는 2005년 3월 26일, 프랑스와의 2006년 FIFA 월드컵 예선전에서 성인대표팀 첫 출전을 기록하였고, 팀이 스타드 드 프랑스에서 득점 없이 비겨 승점을 따는데 도왔다. 그는 스쿼드에서 제외되기 전까지 두 경기를 더 뛰었으나, 2006년 FIFA 월드컵의 최종 엔트리에서 떨어졌다. 2008년 9월, 그는 네덜란드와의 경기에서 막판 프리킥으로 2009년 UEFA U-21 축구 선수권 대회의 플레이오프 진출에 공을 세웠다. 2008년 11월 19일, 치글러는 성인 국가대표팀 첫 골을 핀란드와의 경기에서 왼발 강슛으로 득점하였고, 팀은 승리하였다.

### 국가대표팀 득점 기록
2011년 9월 15일 기준
| #  | 날짜             | 경기장                         | 상대   | 점수 | 결과 | 대회     |
| -- | ---------------- | ------------------------------ | ------ | ---- | ---- | -------- |
| 1. | 2008년 11월 19일 | AFG 아레나, 장크트갈렌, 스위스 | 핀란드 | 1–0  | 1–0  | 친선경기 |

## 사생활
치글러의 형제 로날트도 축구 선수이며, 스위스의 ES FC 말레에서 활약하고 있다.

## 수상

### 클럽
그라스호퍼
- 스위스컵 준우승: 2003-04

함부르크
- UEFA 인터토토컵: 2005

위건 애슬레틱
- 풋볼 리그 컵 준우승: 2005-06

삼프도리아
- 코파 이탈리아 준우승: 2008-09

유벤투스
- 수페르코파 이탈리아나: 2012

페네르바흐체
- 튀르키예 쿠파스: 2011-12, 2012-13
- 쉬페르리그 준우승: 2011-12, 2012-13

### 국가대표팀
스위스 U-17
- UEFA U-17 축구 선수권 대회: 2002